# ضريب (تصنيف)
الضُرَيب أو السِّمْخَة أو الصِّرم هو مرتبة تصنيفية في نظام تسمية النبات. نادراً ما تستخدم لتصنيف الكائنات الحية.